# 유엔 총회 결의 제377호
유엔 총회 결의 제377호(United Nations General Assembly Resolution 377) 또는 평화를 위한 통합 결의(平和－統合決意, Uniting for Peace resolution) 또는 평화를 위한 단결 결의는 1950년 11월 3일 유엔 총회에서 가결한 결의안으로서, 유엔 총회 강화(強化)결의라고도 하며, 애치슨 플랜(Acheson Plan)이라고도 한다.
결의의 내용 가운데 가장 중요한 점은 평화에 대한 위협, 평화의 파괴, 집단행위가 있는 경우, 안전 보장 이사회가 거부권 때문에 조치를 취할 수 없을 때는 총회가 가맹국에게 집단적 조치를 권고하기 위하여 심의를 하는 것, 이런 조치를 취할 때는 병력의 사용을 포함하는 경우도 있다는 것, 총회가 열리고 있지 않는 경우에는 그러한 요청이 발생한 후 24시간 이내에 긴급총회를 개최할 수가 있다는 것 등이다.
이 평화를 위한 통합결의는 미국에서 소련의 거부권을 봉쇄하기 위하여 유엔의 중심을 안보이사회에서 총회로 옮기려는 시도였다. 그러나 그 후 반드시 미국의 의도대로 되지만은 않았고, 강제조치는 적용되지 않은 채 오늘에 이르고 있다.

## 무력사용 승인절차
유엔에서 침략전쟁 여부의 판정은 유엔안보리가 결의로 정하며,(유엔헌장39조) 회원국에 대한 무력사용의 승인 또한 유엔안보리가 결의한다.(42조) 그러나 42조의 결의는 회원국에 대한 무력사용 명령(order)이 아니라 무력사용 권고(recommandation)로 해석되고 있다. 따라서, 유엔안보리가 42조 결의를 하였다고 해서, 모든 유엔회원국이 이 결의에 따라 자국군을 파병해야만 하는 것은 아니고, 파병여부 결정은 회원국의 자유이다. 42조 결의에는 안보리 상임이사국의 거부권이 인정된다.(27조3항)
그런데, 이러한 무력사용 권고는, 어디까지나 권고이기 때문에, 안보리만이 할 수 있는 것은 아니며, 총회도 할 수 있다. 즉, 총회는 유엔의 모든 기관의 권한에 대한 사항을 토의하고, 회원국과 안보리에 권고할 수 있다. 다만, 42조 결의는 유엔안보리에게 우선권이 부여되어, 안보리가 임무를 수행하고 있는 동안에는 총회는 그 사안을 다룰 수 없다.(10조) 그러나 안보리가 임무를 중지하면 총회는 그 사안을 처리할 수 있다.(12조) 따라서, 안보리가 활동을 중지하면, 총회가 2차적으로 그 사안을 다룰 수 있으며, 총회에 참석하고 투표한 회원국의 2/3 이상의 동의로 무력사용 권고결의를 할 수 있다.(18조2항)
이렇게 1차적으로 안보리의 무력사용 권고 결의, 2차적으로 총회의 무력사용 권고 결의가 있을 수 있으며, 이 결의는 불법인 침략전쟁을 합법적 전쟁으로 승인하는 국제법상의 "침공승인"의 의미가 있다.
현재의 국제법상 유엔의 무력사용권고가 있지 않는 한, 강대국이 약소국을 침공할 수 있는 합법적 절차는 없다. 자위전쟁의 경우엔, 침략전쟁의 피해국의 군통수권자가 강대국에게 원조를 요청하면 파병을 할 수 있다.
한국전쟁에서 소련이 거부권 의사를 사전에 표시하는 가운데, 거부권 제도에 대해 미국이 반발을 하였으며, 이에 미국이 평화를 위한 단결 결의는 초안을 작성하여 총회에서 통과시켰다.
유엔 안보리의 거부권 제도는 원래 유엔 설립안 초안에는 없었던 것인데, 소련이 얄타회담에서 주장해서 도입된 제도이다.
평화를 위한 단결 결의 이외에도, 한국전쟁과 관련해서는, 소련을 배제하고 안보리 회의를 개최하는, 날치기 회의가 열리기도 하였다.